# Cançons poloneses (Chopin)

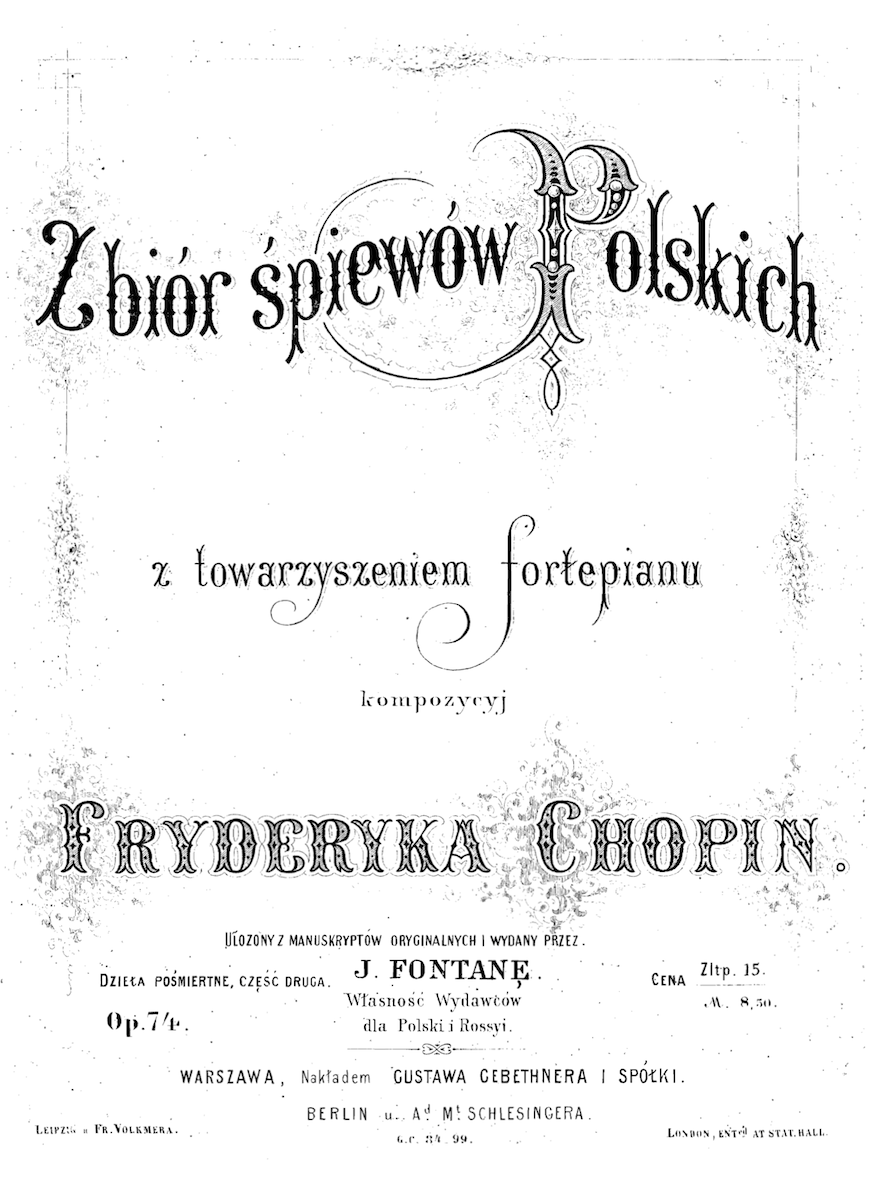
Portada de l'edició polonesa de 1859 de Julian Fontana de les Cançons poloneses op. 74 de Chopin.

Frédéric Chopin va compondre 19 cançons per a veu i piano sobre textos polonesos. Chopin va escriure aquestes cançons en diverses moments de la seva vida, probablement entre 1827 –quan tenia 17 anys– i 1847, dos anys abans de la seva mort. Només dues d'elles van ser publicades en vida (życzenie i Wojak van ser publicades a Kíev el 1837 i 1839 respectivament). Chopin hauria escrit més cançons que s'han perdut i, d'altra banda, algunes cançons existents s'han atribuït a Chopin però actualment es consideren espúries o d'origen dubtós.
En 1857 es van recollir les altres 17 cançons conegudes per a la seva publicació per part de Julian Fontana, com a op. 74, tot i que no estaven disposades en l'ordre cronològic de composició. A causa de les restriccions de la censura, inicialment només en va poder publicar setze. Aquests van aparèixer a Varsòvia com a Zbiór śpiewów Polskich Fryderyka Chopina (Col·lecció de cançons poloneses de Frédéric Chopin), publicades per Gebethner i Wolff; i a Berlín com a 16 Polnische Lieder, publicats per AM Schlesinger. La cançó número 17, śpiew mogiłki z (Himne de la tomba) es va publicar per separat a Berlín amb un títol francès, Chant du tombeau. Altres dues cançons van ser publicades el 1910. Actualment moltes edicions inclouen les 19 cançons publicades com a Op. 74.

## Textos
Tots els textos de les cançons, menys un, eren poemes originals dels contemporanis polonesos de Chopin, la majoria dels quals coneixia personalment. L'única excepció és la cançó Piosnka Litewska (Cançó lituana), que és la traducció al polonès per part de Ludwik Osinski d'una cançó de Lituània. Deu dels textos pertanyen a un amic de la família de Chopin, Stefan Witwicki –Chopin li va dedicar les Masurques op. 41–, que el 1830 publicà l'obra Piosnki Sielskie (Idil·lis). Tres textos eren de Józef Bohdan Zaleski, dos d'Adam Mickiewicz. Les Pieśń Janusza (Cançons de Janusz) de Wincenty Pol de (1836), unes cançons revolucionàries, van inspirar Chopin per escriure fins a una dotzena de cançons, però només una ens ha arribat. Zygmunt Krasiński, l'amant de Delfina Potocka, va ser un altre poeta que va inspirar a Chopin en una cançó.

## Enregistraments
Aquests són alguns dels enregistraments de les 17 cançons op. 74, o en alguns casos, de les 19 cançons:
- Elisabeth Söderström amb Vladimir Ashkenazy[4]
- Leyla Gencer amb Nikita Magaloff
- Stefania Toczyska amb Janusz Olejniczak
- Teresa Żylis-Gara amb Halina Czerny-Stefańska
- Eugenia Zareska amb Giorgio Favaretto
- Stefania Woytowicz i Andrzej Bachleda amb Wanda Klimowicz
- Françoise Ogéas amb Eva Osinska
- Maria Kurenko amb Robert Hufstader
- Urszula Kryger amb Charles Spencer.[3]
- H Januszewska amb M Drewnowski
- Elzbieta Szmytka amb Malcolm Martineau (1999)
- Ewa Podleś amb Garrick Ohlsson
- Mario Hacquard amb Anna Zassimova (2017)